# Ужачин
Ужа́чин — село в Україні, у Брониківській сільській територіальній громаді Звягельського району Житомирської області. Населення становить 505 осіб (2001).

## Історія
У 1906 році — село Романовецької волості Новоград-Волинського повіту Волинської губернії. Відстань від повітового міста 11. верст, від волості 6. Дворів 60, мешканців 602.
У 1941—59 роках — адміністративний центр Ужачинської сільської ради Новоград-Волинського району.